# Grand Prix Monako 1979

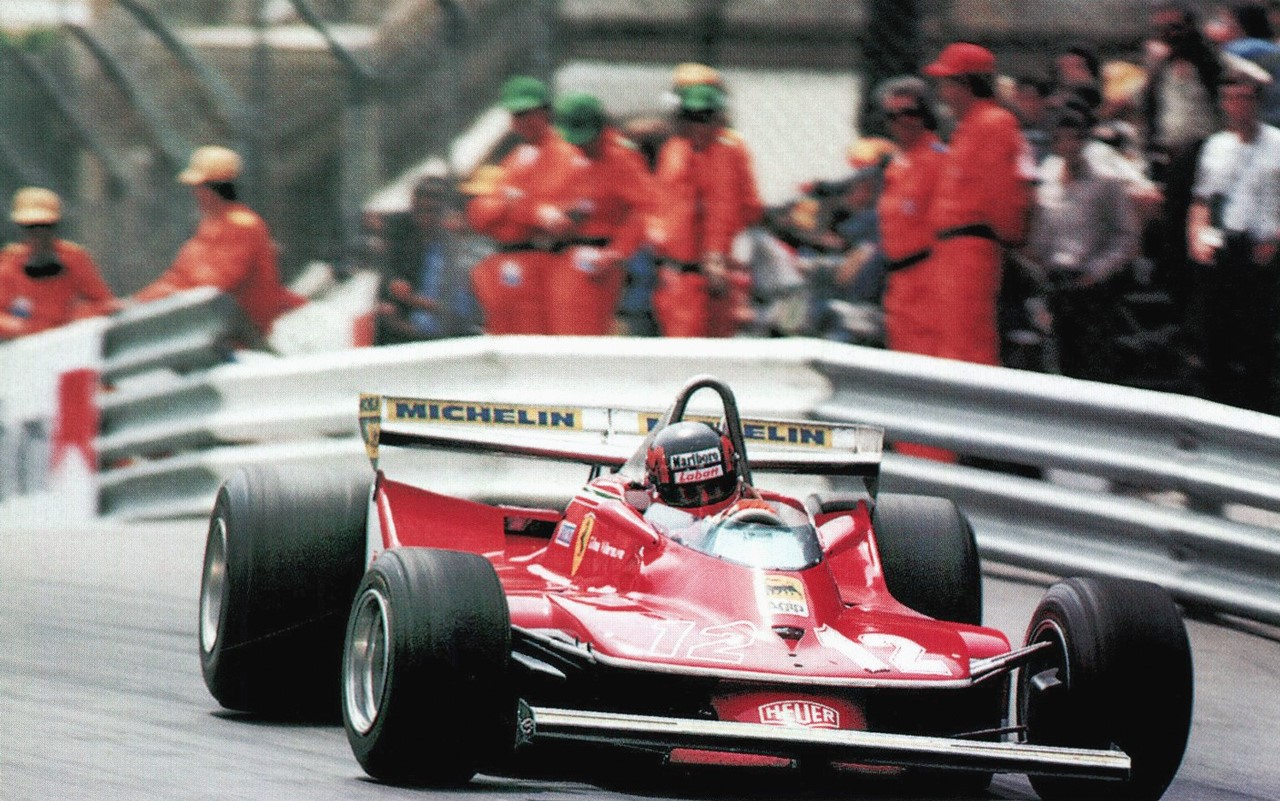
Gilles Villeneuve podczas Grand Prix Monako 1979

Grand Prix Monako 1979 (oryg. Grand Prix Automobile de Monaco) – siódma runda Mistrzostw Świata Formuły 1 w sezonie 1979, która odbyła się 27 maja 1979, po raz 26. na torze Circuit de Monaco.
37. Grand Prix Monako, 26. zaliczane do Mistrzostw Świata Formuły 1.

## Klasyfikacja
| Legenda oznaczeń w tabelach wyników Wyświetl szablon na nowej stronie | Legenda oznaczeń w tabelach wyników Wyświetl szablon na nowej stronie                                                                     |
| Oznaczenie                                                            | Wyjaśnienie |
| --------------------------------------------------------------------- | --- |
| Złoty                                                                 | Zwycięzca lub mistrzostwo |
| Srebrny                                                               | 2. miejsce lub wicemistrzostwo |
| Brązowy                                                               | 3. miejsce lub II wicemistrzostwo |
| Zielony                                                               | Ukończył, punktował (w klasyfikacji generalnej, gdy zdobył co najmniej jeden punkt na przestrzeni sezonu, poza trzema powyższymi opcjami) |
| Niebieski                                                             | Ukończył, nie punktował (w klasyfikacji generalnej, gdy nie zdobył co najmniej jednego punktu na przestrzeni sezonu)                      |
| Czerwony                                                              | Nie zakwalifikował się (NZ) |
| Czerwony                                                              | Nie prekwalifikował się (NPK) |
| Różowy                                                                | Nie ukończył (NU) |
| Różowy                                                                | Niesklasyfikowany (NS) (w klasyfikacji generalnej, gdy nie został sklasyfikowany w żadnym wyścigu sezonu)                                 |
| Czarny                                                                | Zdyskwalifikowany (DK) |
| Czarny                                                                | Wykluczony (WYK/EX) |
| Biały                                                                 | Nie wystartował (NW) |
| Biały                                                                 | Kontuzjowany (K/INJ) |
| Biały                                                                 | Wyścig odwołany (OD/C) |
| Bez koloru                                                            | Został wycofany (WYC/WD) |
| Bez koloru                                                            | Nie przybył (NP/DNA) |
| Bez koloru                                                            | Nie brał udziału w treningach (NT/DNP) |
| Bez koloru                                                            | Nie został zgłoszony (–) |
| Pogrubienie                                                           | Start z pole position |
| Kursywa                                                               | Najszybsze okrążenie wyścigu |
| †                                                                     | Nie ukończył, ale jego rezultat został zaliczony ze względu na przejechanie więcej niż 90% dystansu wyścigu.                              |
| *                                                                     | Sezon w trakcie |
| 1/2/3                                                                 | Punktowana pozycja w sprincie kwalifikacyjnym                                                                                             |
| Lista systemów punktacji Formuły 1                                    | |

| Pos | No | Kierowca               | Konstruktor        | Okrążeń | Czas/powód NU    | Poz. Start. | Punktów |
| --- | -- | ---------------------- | ------------------ | ------- | ---------------- | ----------- | ------- |
| 1   | 11 | Jody Scheckter         | Ferrari            | 76      | 1:55:22,48       | 1           | 9       |
| 2   | 28 | Clay Regazzoni         | Williams-Ford      | 76      | +0,44 s          | 16          | 6       |
| 3   | 2  | Carlos Reutemann       | Lotus-Ford         | 76      | +8,57 s          | 11          | 4       |
| 4   | 7  | John Watson            | McLaren-Ford       | 76      | +41,31 s         | 14          | 3       |
| 5   | 25 | Patrick Depailler      | Ligier-Ford        | 75      | Silnik           | 3           | 2       |
| 6   | 30 | Jochen Mass            | Arrows-Ford        | 69      | +7 Okrążeń       | 8           | 1       |
| NU  | 6  | Nelson Piquet          | Brabham-Alfa Romeo | 68      | Przen. napędu    | 18          |         |
| NS  | 15 | Jean-Pierre Jabouille  | Renault            | 68      | +8 Okrążeń       | 20          |         |
| NU  | 26 | Jacques Laffite        | Ligier-Ford        | 55      | Skrz. biegów     | 5           |         |
| NU  | 12 | Gilles Villeneuve      | Ferrari            | 54      | Przen. napędu    | 2           |         |
| NU  | 27 | Alan Jones             | Williams-Ford      | 43      | Ukł. kierowniczy | 9           |         |
| NU  | 4  | Jean-Pierre Jarier     | Tyrrell-Ford       | 34      | Zawieszenie      | 6           |         |
| NU  | 9  | Hans Joachim Stuck     | ATS-Ford           | 30      | Koło             | 12          |         |
| NU  | 5  | Niki Lauda             | Brabham-Alfa Romeo | 21      | Wypadek          | 4           |         |
| NU  | 3  | Didier Pironi          | Tyrrell-Ford       | 21      | Wypadek          | 7           |         |
| NU  | 1  | Mario Andretti         | Lotus-Ford         | 21      | Zawieszenie      | 13          |         |
| NU  | 14 | Emerson Fittipaldi     | Fittipaldi-Ford    | 17      | Silnik           | 17          |         |
| NU  | 16 | René Arnoux            | Renault            | 8       | Wypadek          | 19          |         |
| NU  | 20 | James Hunt             | Wolf-Ford          | 4       | Przen. napędu    | 10          |         |
| NU  | 29 | Riccardo Patrese       | Arrows-Ford        | 4       | Zawieszenie      | 15          |         |
| NZ  | 18 | Elio de Angelis        | Shadow-Ford        |         |                  |             |         |
| NZ  | 8  | Patrick Tambay         | McLaren-Ford       |         |                  |             |         |
| NZ  | 17 | Jan Lammers            | Shadow-Ford        |         |                  |             |         |
| NZ  | 22 | Derek Daly             | Ensign-Ford        |         |                  |             |         |
| NPK | 24 | Gianfranco Brancatelli | Merzario-Ford      |         |                  |             |         |